# Клайнзендельбах
Клайнзендельбах (нем. Kleinsendelbach) — община в Германии, в земле Бавария. 
Подчиняется административному округу Верхняя Франкония. Входит в состав района Форххайм. Подчиняется управлению Дормиц.  Население составляет 1520 человек (на 31 декабря 2010 года). Занимает площадь 7,50 км².
Коммуна подразделяется на 2 сельских округа.

## Население
По оценке на 31 декабря 2015 года население общины Клайнзендельбах составляет 1479 чел. 

| Дата      | 1840 | 1871 | 1900 | 1925 | 1939 | 1950 | 1961 | 1970 | 1987 | 2011 |
| --------- | ---- | ---- | ---- | ---- | ---- | ---- | ---- | ---- | ---- | ---- |
| Население | 485  | 499  | 499  | 512  | 598  | 723  | 715  | 789  | 1222 | 1502 |

| Год       | 1960 | 1970 | 1980 | 1990 | 2000 | 2009 | 2010 | 2011 | 2012 | 2013 | 2014 | 2015 |
| --------- | ---- | ---- | ---- | ---- | ---- | ---- | ---- | ---- | ---- | ---- | ---- | ---- |
| Население | 713  | 789  | 1062 | 1332 | 1541 | 1505 | 1520 | 1500 | 1498 | 1480 | 1475 | 1479 |